# Filtration (vin)

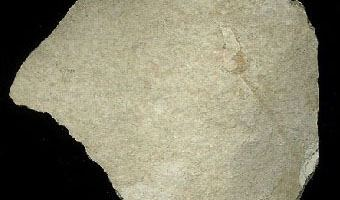
Terre de diatomées, souvent utilisée en filtration profonde

La filtration du vin est une étape de la vinification.
Alors que le collage clarifie le vin en le liant aux particules en suspension et en le précipitant sous forme de particules plus grosses, la filtration fonctionne en faisant passer le vin à travers un média filtrant qui capture les particules plus grandes que les trous du milieu. Une filtration complète peut nécessiter une série de filtres à travers des filtres de plus en plus fins.

## Objectif
De nombreux vins blancs nécessitent l'élimination de toutes les bactéries potentiellement actives, de la levure et/ou des lactobacilles si elles doivent rester stables en bouteille. Ceci est généralement obtenu par une filtration fine.

## Différentes filtrations
La plupart des opérations de filtration dans un établissement vinicole peuvent être classées soit en une filtration en profondeur plus grossière, soit en une filtration en surface. En filtration en profondeur, souvent effectuée après la fermentation, le vin est poussé à travers une épaisse couche de tampons en fibres de cellulose, en terre de diatomées ou en perlite. En filtration en surface, le vin passe à travers une fine membrane. Faire passer le vin parallèlement à la surface du filtre, appelée filtration tangentielle, minimisera le colmatage du filtre. La filtration en surface la plus fine, la microfiltration, peut stériliser le vin en piégeant toutes les levures et, éventuellement, les bactéries, et se fait souvent immédiatement avant la mise en bouteille. Un filtre absolu de 0,45 µm est généralement considéré comme produisant un vin stable sur le plan microbien et est obtenu grâce à l'utilisation de cartouches à membrane, le plus souvent du polyfluorure de vinylidène (PVDF). Certains vins rouges peuvent être filtrés à 0,65 µm pour éliminer la levure ou à 1,0 µm pour éliminer uniquement les brettanomyces viables.